# Eduardo Turell Araquistain
Eduardo Julio Turell Araquistáin (nacido el 12 de octubre de 1950) es un exmagistrado uruguayo, quien se desempeñó como miembro de la Suprema Corte de Justicia de su país entre 2017 y 2020.

## Primeros años
Nació el 12 de octubre de 1950.
Cursó estudios en la Facultad de Derecho de la Universidad de la República hasta obtener el título de abogado.

## Juez de Paz
En septiembre de 1976 inició su carrera judicial al ser nombrado Juez de Paz de la 3° sección judicial de Rocha, con sede en Lascano. 

## Inspector de Juzgados de Paz
En febrero de 1978 fue nombrado inspector de Juzgados de Paz, cargo que ocupó durante dos años.

## Juez Letrado en el interior
En diciembre de 1980 fue designado Juez Letrado de Flores, siendo trasladado en junio de 1981 al mismo cargo en Rocha.
En mayo de 1986 asumió la titularidad del Juzgado Letrado de Cerro Largo de 2° turno, y finalmente, a partir de marzo de 1988, se desempeñó como Juez Letrado de Colonia.

## Juez Letrado en la capital
En septiembre de 1989 fue ascendido a cumplir funciones como Juez Letrado en Montevideo, inicialmente como Juez Letrado Suplente y luego, desde noviembre del mismo año, como Juez Letrado de Primera Instancia en lo Civil de 11° Turno.

## Tribunal de Apelaciones
En agosto de 1996 recibió un nuevo ascenso al ser nombrado ministro del Tribunal de Apelaciones en lo Civil de Cuarto Turno,el que integró por más de veinte años.

## Suprema Corte de Justicia
Al producirse el cese como ministro de la Suprema Corte de Justicia de Jorge Larrieux en noviembre de 2016, Turell tenía la calidad de ministro más antiguo de los Tribunales de Apelaciones, por lo que conforme con el mecanismo supletorio establecido por el artículo 236 de la Constitución uruguaya, transcurridos noventa días desde la vacancia y no habiendo la Asamblea General efectuado la designación de un nuevo ministro, quedó designado automáticamente como tal. Asumió su cargo el 2 de marzo de 2017,pero prestó juramento ante la Asamblea General recién el 7 de marzo siguiente.
Ocupó la Presidencia de la Corte durante el año 2019.
Cesó en su cargo el 12 de octubre de 2020, al alcanzar los 70 años, edad establecida como límite para el desempeño de cargos judiciales por el artículo 250 de la Constitución.
La vacante generada por su retiro fue cubierta en diciembre siguiente con la designación de John Pérez Brignani.